# Sam Van Rossom
Sam Tom Bert Van Rossom (Gand, 3 giugno 1986) è un ex cestista belga.

## Carriera
In Italia ha giocato con la maglia della Scavolini Pesaro per due stagioni collezionando 44 presenze in campionato ad una media di 6,4 punti per partita.
Nell'estate del 2010 firma un contratto annuale con il Saragozza Basket.
Nel mercato estivo del 2011 prolunga il suo contratto per altri 2 anni con il club spagnolo. Nel luglio 2013 sottoscrive un contratto triennale con Valencia prolungato poi fino al 2017.

## Nazionale
Con la Nazionale belga ha disputato gli Europei 2011 mettendo a segno 17 punti nella partita persa contro la Bulgaria.

## Palmarès

### Squadra
- Campionato belga: 3

Ostenda: 2005-2006, 2006-2007, 2023-2024
- Campionato spagnolo: 1

Valencia: 2016-2017
- Coppa del Belgio: 1

Ostenda: 2008
- Eurocup: 2

Valencia: 2013-2014, 2018-2019
- BNXT League: 1

Ostenda: 2023-2024
- Supercoppa BNXT: 1

Ostenda: 2023

### Individuale
- All-Eurocup Second Team: 1

Valencia: 2018-2019